# Herman III van Werl
Herman III van Werl (na 1055) was een Graaf van Werl die grafelijke rechten in Friesland had.

## Leven
Hij was een zoon van Rudolf von Werl, een broer van Herman II van Werl en een onbekende moeder. Over zijn leven is slechts weinig bekend. Hij had grafelijke rechten in de Friese Emsgouw. Van hem zijn munten bekend die in Emden zijn geslagen. Daar had hij waarschijnlijk een burcht, die over een Sint Walburgiskapel beschikte. De hoogadellijke afkomst van Herman wordt aangetoond door zijn huwelijk met Richenza. Deze dame stamt volgens recent onderzoek waarschijnlijk uit het Rijnlandse huis van de Ezzonen. Zij was de dochter van hertog Otto II van Zwaben. Uit dit huwelijk van Herman en Richenza werd hun dochter Oda von Werl geboren. Deze trouwde rond 1065 met graaf Udo I van Stade. Na het overlijden van Herman hertrouwde Richenza met Otto I van Northeim.

## Voetnoten
1. ↑   Daarnaast is er ook een hypothese dat zij van de Billungen afstamde.